# Ludwig Troche
Ludwig Troche (* 23. Dezember 1935 in Hameln) ist ein ehemaliger deutscher Radrennfahrer.

## Sportliche Laufbahn
Troche war Straßenradsportler. 1959 gewann er als Mitglied der Nationalmannschaft eine Etappe der Tunesien-Rundfahrt. Im Eintagesrennen Rund um Köln wurde er Dritter hinter dem Sieger Heiner Hofmann und gewann den Preis der Stadt Aachen. 1960 siegte er im Rennen Rund um Düren.
1961 wurde er Berufsfahrer im Radsportteam Ruberg. Er wurde hinter Hennes Junkermann und Dieter Puschel Dritter der nationalen Meisterschaft im Straßenrennen. Troche startete 1961 in der Tour de France. Er schied in der Rundfahrt auf der 6. Etappe aus. 1961 und 1962 war er Teilnehmer der Deutschland-Rundfahrt.
Nach der Saison 1962 wurde er reamateurisiert. 1966 belegte er in der Berliner Etappenfahrt den 3. Platz.